# Andrea Stašková
Andrea Stašková (* 12. května 2000 Znojmo) je česká profesionální fotbalistka, která hraje na pozici útočníka za turecký klub Galatasaray a za český národní tým.

## Klubová kariéra

### Sparta Praha
S fotbalem začínala ve znojemských mládežnických týmech. Od roku 2016 hrála v pražské Spartě, ve které se v ročníku 2018/19 s 32 vstřelenými góly stala nejlepší střelkyní. Ve stejné sezóně vyhrála se Spartou double, protože kromě ligy vyhrála Sparta i pohár. Po úspěšné sezóně byla podruhé za sebou zvolena talentem roku ženského fotbalu.

### Juventus
V červenci 2019 přestoupila do italského Juventusu. Ve čtvrtfinále italského poháru 2019/20 vstřelila hattrick proti Empoli a pomohla Juventusu k postupu, kromě poháru skórovala i v lize a v ženské lize mistrů. Hned v první sezóně se jí tak povedlo vstřelit gól ve všech soutěžích, které si s Juventusem zahrála.
V květnu 2022 Stašková oznámila, že v létě opustí Juventus, kterému během tří sezon pomohla k zisku sedmi trofejí včetně tří mistrovských titulů. S klubem vyhrála italskou ligu i domácí Superpohár a jednou Italský pohár.
Stašková byla v roce 2022 poprvé vyhlášena nejlepší fotbalistkou roku ve svazové anketě, když těsně porazila Barboru Votíkovou a Kateřinu Svitkovou.

### Atlético Madrid
Na konci června 2022 podepsala Stašková dvouletou smlouvu se španělským klubem Atlético Madrid.

### AC Milán
Na začátku července 2023 podepsala smlouvu s klubem AC Milán.

### Galatasaray
Na konci srpna 2024 podepsala smlouvu s klubem Galatasaray.

## Reprezentační kariéra
V letech 2015–2019 reprezentovala ve všech mládežnických kategoriích, ve kterých nastoupila do 45 utkání a vstřelila v nich 21 branek.
Od roku 2018 nastupuje také pravidelně za seniorskou ženskou reprezentaci. K červnu 2022 v ní odehrála 29 utkání a vstřelila 8 gólů.